# Lycopodium deuterodensum
Lycopodium deuterodensum är en lummerväxtart som beskrevs av Wilhelm Franz Herter. Lycopodium deuterodensum ingår i släktet lumrar, och familjen lummerväxter. Inga underarter finns listade i Catalogue of Life.